# Alerta d'emergència amb mòbils

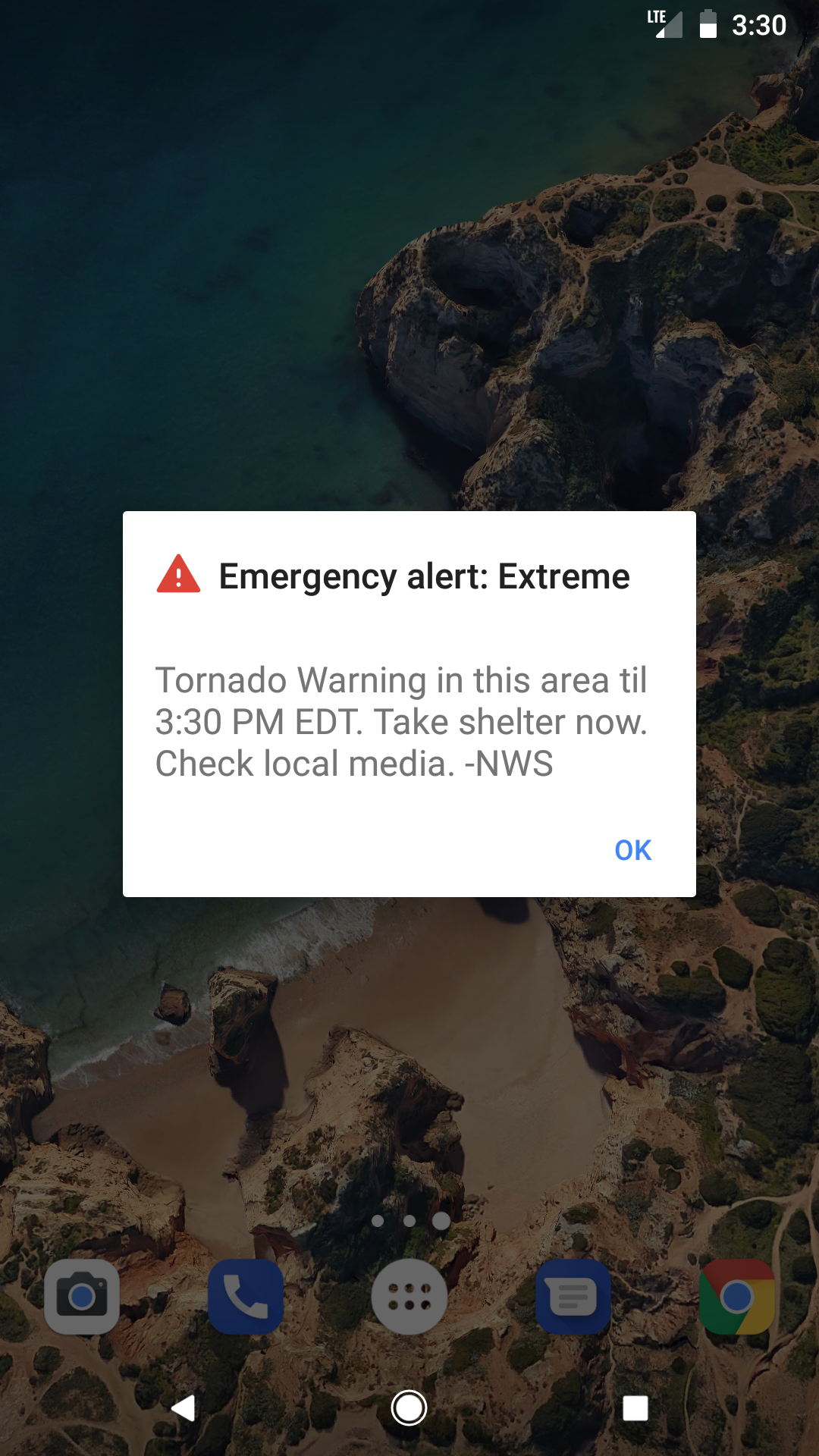
Un exemple d'una alerta d'emergència sense fil en un telèfon intel·ligent Android, que indica un avís de tornado a la zona coberta.

Alerta d'Emergència amb Mòbils (WEA), anteriorment conegut com el Sistema d'Alerta Mòbil Comercial (CMAS), i derivat del Personal Localized Alerting Network (PLAN)) és una xarxa d'alerta en els Estats Units dissenyada per disseminar alertes d'emergència a dispositius mòbils, com ara: telèfons mòbils, Cercapersones, etc.

## Antecedents
La Comissió Federal de Comunicacions va proposar i aprovar l'estructura de la xarxa, els procediments operatius i els requisits tècnics entre 2007 i 2008 com: la resposta a l''avís, l'alarma, i la Xarxa de Resposta (WARN), amb una llei aprovada pel Congrés dels Estats Units el 2006, que va assignar 106 milions de dòlars per tal de finançar el programa. El CMAS permetrà a les agències federals acceptar i enviar alertes del President dels Estats Units, del Servei Meteorològic Nacional (NWS) i dels centres d'operacions d'emergència, i enviar les alertes als proveïdors de serveis de telefonia mòbil participants, que distribuiran les alertes als seus clients amb dispositius compatibles, mitjançant el Cell Broadcast, una tecnologia similar als missatges de text SMS que ofereix simultàniament missatges a tots els telèfons que utilitzen una antena de telefonia mòbil en lloc de destinataris individuals.
El govern del EUA ha proposat emetre tres tipus d'alertes a través d'aquest sistema:
- Alertes emeses pel President dels Estats Units.
- Alertes d'amenaces imminents a la seguretat de la vida, emeses en dues categories diferents: amenaces extremes i amenaces greus .
- "Alertes AMBER".[3]

Quan es rep l'alerta, es reprodueix un so si el timbre està connectat. En gairebé tots els dispositius, els tons d'atenció de ràdio/TV del "Emergency Broadcast System" (sistema de transmissió d'emergència) tenen un patró predeterminat.
El sistema és un esforç de col·laboració entre l' Agència Federal d'Emergències (FEMA), el Departament de Seguretat Nacional, la Direcció de Ciència i Tecnologia (DHS S&T), l'Aliança per a Solucions de la Indústria de les Telecomunicacions (ATIS), i l'Associació de la Indústria de les Telecomunicacions (TIA),

## Usos notables
- Explosions a la Marató de Boston de 2013 - Es va emetre un avís a través de la CMAS per part de l'Agència de Gestió d'Emergències de Massachusetts.[8]
- Atemptats a Nova York i Nova Jersey de 2016 - Es va emetre una alerta a la ciutat de Nova York amb el nom d'un sospitós demanant la col·laboració ciutadana, dos dies després dels atemptats.